# Comuna Stoianeve, Velîka Mîhailivka
Stoianeve (în ucraineană Стояневе) este o comună în raionul Velîka Mîhailivka, regiunea Odesa, Ucraina, formată din satele Muratove, Stoianeve (reședința) și Vasîlivka.

## Demografie
Componența lingvistică a comunei Stoianeve
     Ucraineană (78,98%)
     Română (16,48%)
     Rusă (3,03%)
     Alte limbi (0,76%)
Conform recensământului din 2001, majoritatea populației comunei Stoianeve era vorbitoare de ucraineană (78,98%), existând în minoritate și vorbitori de română (16,48%) și rusă (3,03%).